# Radicaal 180
Van de in totaal 214 Kangxi-radicalen heeft radicaal 180 de betekenis geluid. Het is een van de elf radicalen die bestaat uit negen strepen.
In het Kangxi-woordenboek zijn er 43 karakters die dit radicaal gebruiken.

## Karakters met het radicaal 180

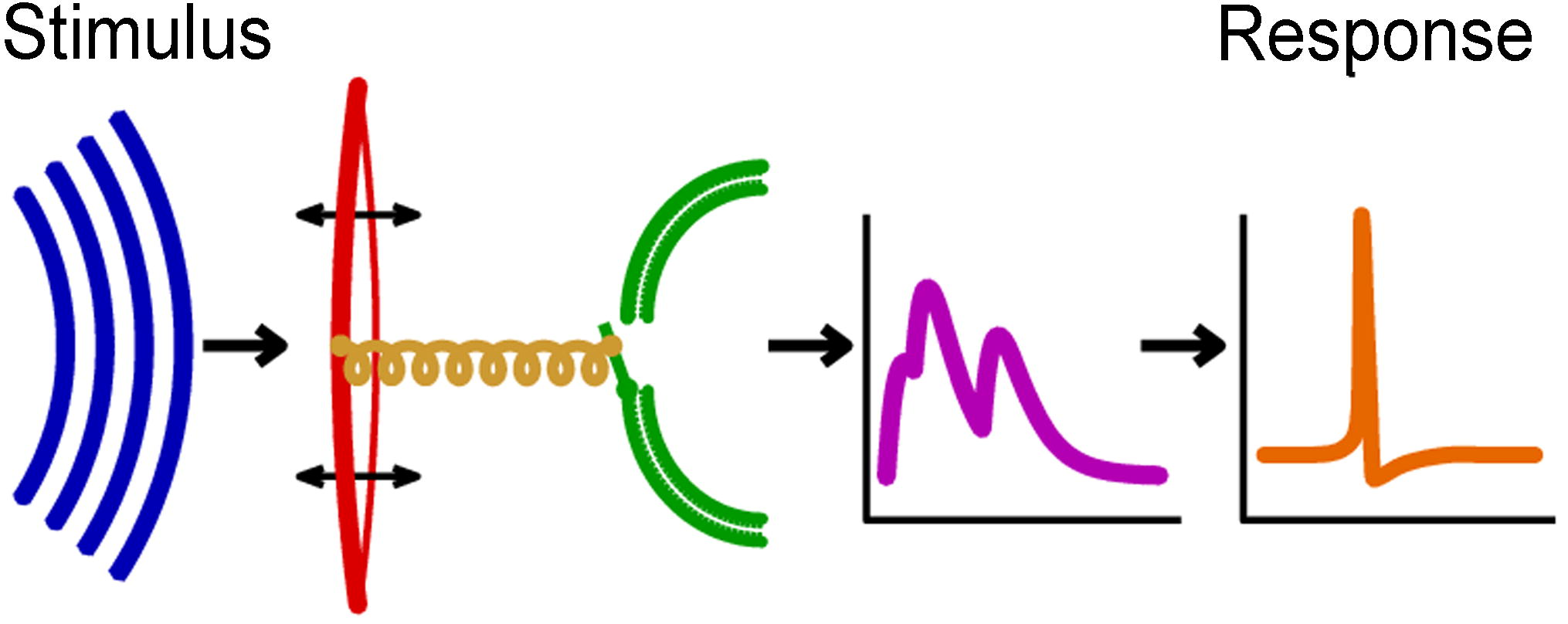
Een schematische weergave van het horen van een geluid.

| Strepen | Karakter |
| ------- | -------- |
| + 0     | 音       |
| + 4     | 韴 韵    |
| + 5     | 韶 韷    |
| + 7     | 韸       |
| + 9     | 韹 韺    |
| + 10    | 韻 韼    |
| + 11    | 韽 韾    |
| + 13    | 響       |
| + 14    | 頀       |